# Prefettura del Pireo
La prefettura del Pireo era una delle 51 prefetture della Grecia; situata nella periferia dell'Attica, prendeva il nome dal rispettivo capoluogo, Il Pireo.
È stata abolita il 1º gennaio 2011 a seguito dell'entrata in vigore della riforma amministrativa detta programma Callicrate: il territorio ricompreso nella prefettura è stato suddiviso tra le nuove unità periferiche del Pireo e delle Isole.
La prefettura del Pireo, separata da quella di Atene, comprendeva, oltre a comuni dell'area metropolitana della capitale greca anche porzioni litoranee dell'Argolide, le isole del golfo Argosaronico e altre più distanti, poste tra il Peloponneso e Creta.
Dal 1997, con l'attuazione della riforma Capodistria, la prefettura del Pireo era suddivisa in 16 comuni e 2 comunità.

## Descrizione
La divisione per appartenenza geografica è riportata qui sotto: la sede della prefettura è evidenziata in grassetto mentre tra parentesi tonde sono indicati i nomi ufficiali in lingua greca:
- Comuni rientranti nell'area metropolitana di Atene
  - Comune del Pireo (Δήμος Πειραιώς)
  - Comune di Agios Ioannis Rentis (Δήμος Αγίου Ιωάννου Ρέντη)
  - Comune di Drapetsona (Δήμος Δραπετσώνας)
  - Comune di Keratsini (Δήμος Κερατσινίου)
  - Comune di Korydallos (Δήμος Κορυδαλλού)
  - Comune di Nikaia (Δήμος Νικαίας)
  - Comune di Perama (Δήμος Περάματος)
- Isole del Golfo Argosaroniko e tratti litoranei dell'Argolide
  - Comunità di Angistri (Κοινότητα Αγκιστρίου)
  - Comune di Egina (Δήμος Αίγινας)
  - Comune di Poros (Δήμος Πόρου)
  - Comune di Salamina (Δήμος Σαλαμίνας)
  - Comune di Ampelakia (Δήμος Αμπελακίων) Comprende la parte occidentale dell'isola di Salamina
  - Comune di Spetses (Δήμος Σπετσών)
  - Comune di Trizina (Δήμος Τροιζήνος)
  - Comune di Ydra (Δήμος Ύδρας)
  - Comune di Methana (Δήμος Μεθάνων)
- Isole tra il Peloponneso e Creta
  - Comune di Citera (Δήμος Κυθήρων)
  - Comunità di Anticitera (Cerigotto in italiano) (Κοινότητα Αντικυθήρων)
- Fonte: Ministero greco degli Interni